# Venn’s Green
Venn’s Green – przysiółek w Anglii, w hrabstwie Herefordshire. Venn’s Green jest wspomniana w Domesday Book (1086) jako Fenne.